# Francis Anel Bueno Sánchez
Francis Anel Bueno Sánchez fue una política mexicana, miembro del Partido Revolucionario Institucional. Nació en Ixtlahuacán, en el municipio de Ixtlahuacán, Colima en 1982.
Fue técnica docente del Instituto Estatal de Educación para Adultos en el municipio de Ixtlahuacán, en el año 2000. Fue presidenta de la Asociación del Rescate del Patrimonio Arqueológico y Cultural de Ixtlahuacán. Fue secretaria del área de Seguridad Pública y Vialidad del municipio de Ixtlahuacán (2001-2006) durante la administración de Crispín Gutiérrez Moreno. De 2006 a 2009 fue diputada suplente del diputado Gutiérrez Moreno en la LV Legislatura del Congreso del Estado de Colima. Fue consejera política del Partido Revolucionario Institucional a nivel municipal (2006-2009) y estatal (2012-2015).
Fue diputada local suplente de Crispín Gutiérrez Moreno el distrito X en el Congreso de Colima para la LVII Legislatura del Congreso del Estado de Colima por el distrito X de Ixtlahuacán. De octubre de 2015 a septiembre de 2018 fue asistente personal del presidente municipal de Ixtlahuacán Crispín Gutiérrez Moreno. Fue diputada local en el Congreso de Colima para la LIX Legislatura del Congreso del Estado de Colima por el distrito XVI de Ixtlahuacán, siendo parte del Grupo Parlamentario del Movimiento Regeneración Nacional, siendo fue presidenta de la Comisión de Protección y Mejoramiento Ambiental, así como secretaría de la Comisión de Igualdad y Equidad de Género y vocal en la Comisión del Sistema Estatal Anticorrupción.

## Desaparición y asesinato
Fue desaparecida cuando realizaba una jornada de sanitización con motivo de la Pandemia de enfermedad por coronavirus de 2019-2020 en la comunidad de Tamala en Ixtlahuacán el 29 de abril de 2020 y encontrada muerta en una fosa clandestina en la carretera Tecomán-Alcuzahue el 2 de junio de 2020. Su muerte fue confirmada por el presidente de México Andrés Manuel López Obrador el 3 de junio de 2020, expresando sus condolencias a familiares, amigos y compañeros.
El 28 de junio de 2020 la Fiscalía General de la República informó que detuvo en coordinación con la Secretaría de Marina detuvieron a Jaime Tafolla Ortega alias "El Alacrán", presunto implicado en el homicidio del juez Uriel Villegas Ortiz y de la diputada Anel Bueno, ya que fue este juez quien libró una orden de aprehensión contra Tafolla Ortega y Ayard Buenrostro alias "El Canelo".